# Regierung Spaak II

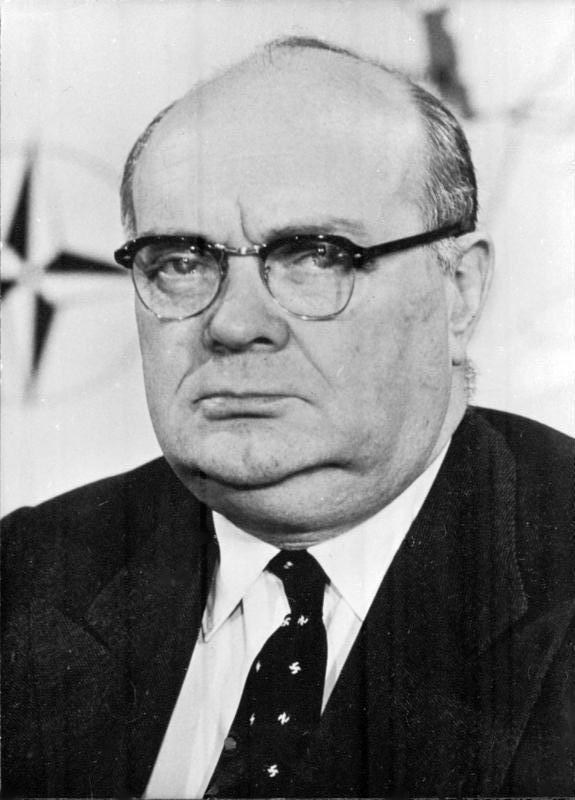
Premierminister Paul-Henri Spaak

Die Regierung Spaak II wurde als 51. Regierung am 13. März 1946 in Belgien durch Premierminister Paul-Henri Spaak von der Sozialistischen Partei (PSB-BSP) gebildet und löste die Regierung Van Acker I ab. Sie befand sich bis zum 31. März 1946 im Amt und wurde dann durch die Regierung Van Acker III abgelöst. Dem Kabinett gehörten elf Minister der Sozialistischen Partei sowie fünf Parteilose an.

## Minister
Dem Kabinett gehörten folgende Minister an:
| Amt                                      | Name                    | Partei      | Beginn der Amtszeit | Ende der Amtszeit |
| ---------------------------------------- | ----------------------- | ----------- | ------------------- | ----------------- |
| Premierminister                          | Paul-Henri Spaak        | PSB-BSP     | 13. März 1946       | 20. März 1946     |
| Außenminister                            | Paul-Henri Spaak        | PSB-BSP     | 13. März 1946       | 31. März 1946     |
| Minister für Arbeit und soziale Vorsorge | Achille Van Acker       | PSB-BSP     | 13. März 1946       | 31. März 1946     |
| Justizminister                           | Henri Rolin             | PSB-BSP     | 13. März 1946       | 31. März 1946     |
| Innenminister                            | Joseph Merlot           | PSB-BSP     | 13. März 1946       | 31. März 1946     |
| Minister für öffentlichen Unterricht     | Léo Collard             | PSB-BSP     | 13. März 1946       | 31. März 1946     |
| Finanzminister                           | Franz De Voghel         | Parteiloser | 13. März 1946       | 31. März 1946     |
| Landwirtschaftsminister                  | Arthur Wauters          | PSB-BSP     | 13. März 1946       | 31. März 1946     |
| Minister für öffentliche Arbeiten        | Herman Vos              | PSB-BSP     | 13. März 1946       | 31. März 1946     |
| Wirtschaftsminister                      | Léon-Éli Troclet        | PSB-BSP     | 13. März 1946       | 31. März 1946     |
| Minister für Verkehr und Kommunikation   | Ernest Rongvaux         | PSB-BSP     | 13. März 1946       | 31. März 1946     |
| Verteidigungsminister                    | Raoul de Fraiteur       | Parteiloser | 13. März 1946       | 31. März 1946     |
| Minister für Außenhandel                 | Albert De Smaele        | Parteiloser | 13. März 1946       | 31. März 1946     |
| Minister für Volksgesundheit             | Jean Van Beneden        | Parteiloser | 13. März 1946       | 31. März 1946     |
| Kolonialminister                         | Lode Craeybeckx         | PSB-BSP     | 13. März 1946       | 31. März 1946     |
| Minister für Versorgung                  | Georges Moens de Fernig | Parteiloser | 13. März 1946       | 31. März 1946     |
| Minister für Kriegsopfer                 | Piet Vermeylen          | PSB-BSP     | 13. März 1946       | 31. März 1946     |
| Minister für Kriegsschäden               | Piet Vermeylen          | PSB-BSP     | 13. März 1946       | 31. März 1946     |